# Achtknoop

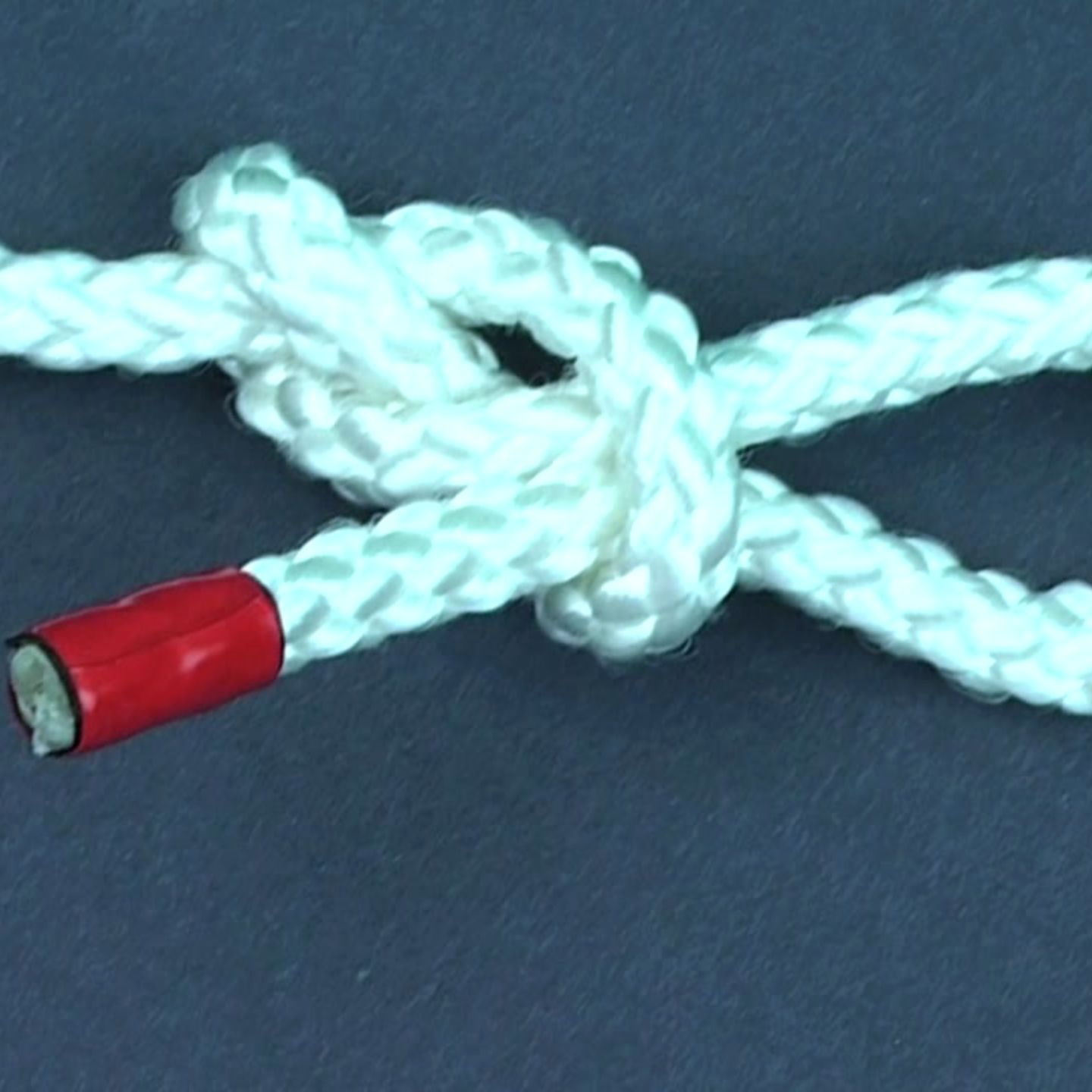
De slippende acht

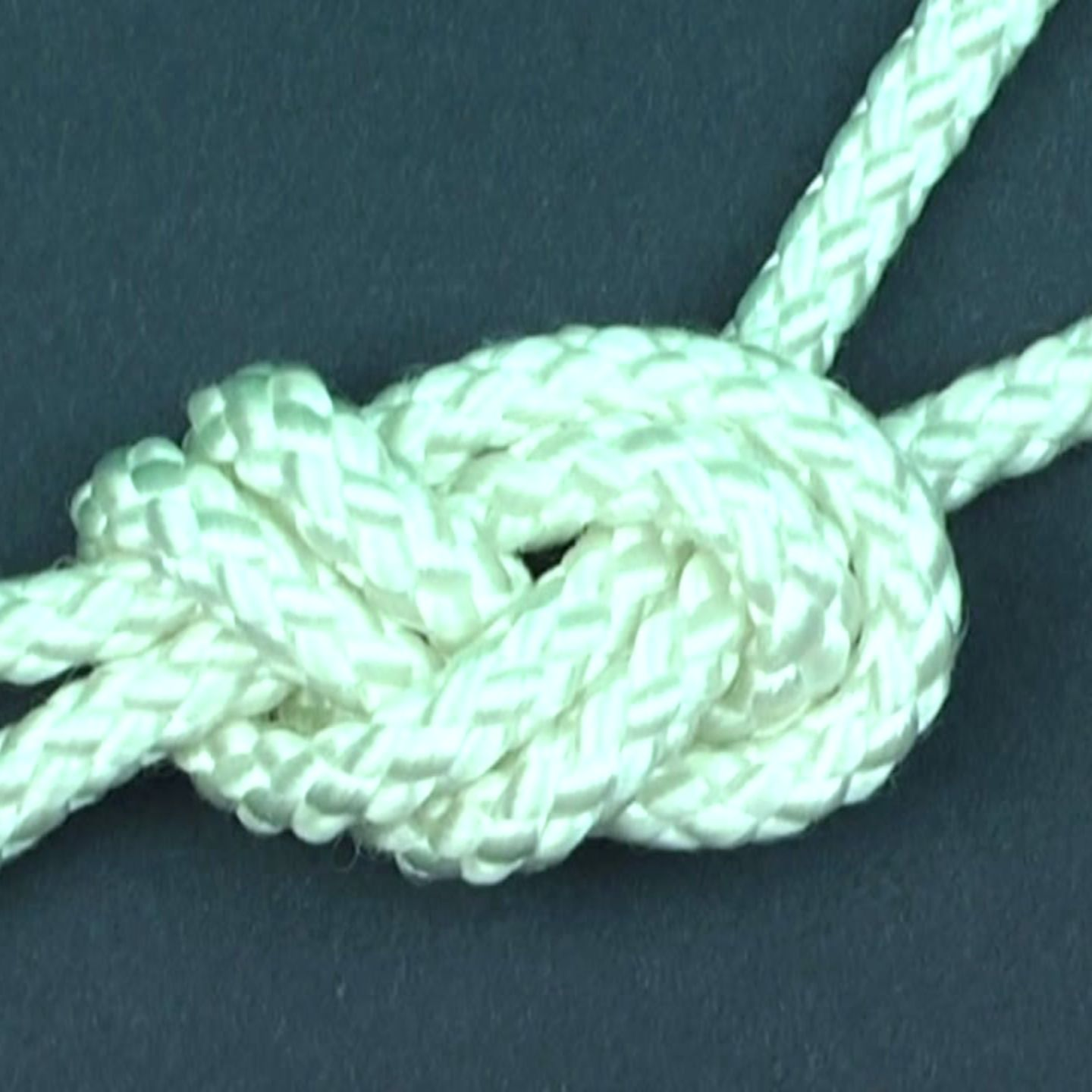
De achtlus of dubbele acht

Schematische weergave van een dubbele achtknoop

Een achtknoop, Vlaamse acht, of Vlaamse steek is een knoop die aan het einde van een lijn gelegd wordt als stopperknoop, dus met als doel de doorsnede van de lijn te vergroten, om zo bijvoorbeeld te voorkomen dat de schoot op een zeilboot uit een blok of een leioog schiet. Wanneer er veel spanning komt te staan op de knoop, kan deze moeilijk weer losgehaald worden. Om te voorkomen dat de knoop niet meer losgehaald kan worden, kan er ook een slippend eind in gelegd worden. Dit is echter niet mogelijk wanneer beide einden van het touw gebruikt dienen te worden.
Een variant is de dubbele of teruggestoken achtknoop of achtlus. Deze lus ontstaat door een achtknoop te leggen in een dubbelgeslagen touw. In de klimsport wordt deze knoop veel gebruikt om zich te bevestigen aan het touw.